# Helmut Zint
Helmut Zint (* 2. Mai 1891 in Kalwe, Kreis Stuhm; † 30. März 1945 in Jenakijewe) war ein deutscher römisch-katholischer Geistlicher und Märtyrer.

## Leben
Helmut Zint, Sohn eines Lehrers, machte in Braunsberg Abitur, studierte ebenda und in Breslau katholische Theologie. Seit 1913 war er Mitglied der katholischen Studentenverbindung KDStV Winfridia Breslau im CV. Er wurde am 9. Juni 1916 in Frauenburg zum Priester geweiht. Die Stationen seines Wirkens waren: Neuteich, Marienwerder, Allenstein (Jakobskirche), ab 1926 auf eigenen Wunsch Pfarrer in Goldap, ab 1939 Pfarrer von Münsterberg bei Guttstadt, und Erzpriester von Seeburg. Nach der Besetzung durch die Rote Armee Anfang 1945 wurde er in die UdSSR verschleppt und starb im Lager von Jenakijewe im Alter von 53 Jahren.

## Gedenken
Die Römisch-katholische Kirche in Deutschland hat Helmut Zint als Märtyrer aus der Zeit des Nationalsozialismus in das deutsche Martyrologium des 20. Jahrhunderts aufgenommen.